# Age of Empires
Age of Empires (укр. Епоха імперій) — відеогра жанру стратегії в реальному часі, розроблена Ensemble Studios і видана Microsoft в 1997 році. Гра дала початок однойменній серії відеоігор.
В цій грі гравець керує розвитком обраної цивілізації, приводячи її від кам'яної доби до залізної шляхом винаходів, війн і дипломатії.

## Ігровий процес

### Основи
Гравець управляє однією з дванадцяти цивілізацій, розвиває її та переводить в різні «доби» розвитку. Мета гри зазвичай полягає в тому, щоб перемогти всіх супротивників. При грі з більше, ніж двома гравцями діє дипломатія, відповідно, вони можуть бути союзниками, нейтральними або ворогами. Сплатою данини іншій цивілізації досягається її прихильність. Тоді робітники гравця отимують право безперешкодно добувати ресурси на території союзника, але в будь-який момент можна змінити політику, ставши ворогами.
Гра починається з кам'яної доби, потім можна, розвиваючи цивілізацію, перейти в добу землеробства, бронзову та залізну добу. Гравець управляє містом, населення якого (юніти) може атакувати ворогів, зводити будівлі та збирати ресурси. Місто розбудовується навколо Міського центру (англ. Town Center), де наймаються робітники і утверджуються переходи з епохи в епоху. Гравець може звести додаткові центри для спрощення добування ресурсів у віддалених місцях. З інших споруд доступні склади ресурсів, «житла» різноманітних воїнів і бойових машин, ферми, храми і т. д. Якщо гравець знайде і займе руїни древніх цивілізацій на карті, то отримає очки розвитку.
У грі існують 4 типи ресурсів: золото, камінь, деревина та їжа. Дерево потрібно для споруди будівель, кораблів, ферм і для тренування лучників. Камінь використовується для будівництва веж і мурів. Їжа потрібна для більшості юнітів і вивчення технологій. Золото потрібно для пізніших технологій і юнітів. Дерево добувається вирубкою лісу. Їжа — полюванням, риболовлею, збиральництвом або із ферм. Золото отримується на золотих рудниках. Камінь — з родовищ. При цьому тільки їжа є поновлюваним ресурсом, джерела всіх інших з часом вичерпуються. Проте торгівлею можливо обміняти надлишок ресурсів на золото у союзників.
Багатокористувацький режим підтримує до 8 гравців.

### Цивілізації
У Age of Empires доступно дванадцять різних цивілізацій (ще чотири доступні в доповненні Rise of Rome), кожна зі своїм індивідуальним набором характеристик і технологій. Усі цивілізації діляться на чотири чітких архітектурних стилі (п'ять з Rise of Rome), які пояснюють їх ігрову зовнішність.
Кожна цивілізація має свої переваги й недоліки перед іншими.
Єгипет: швидше добувають золото, їхні жерці мають ширший вплив, а колісниці з лучниками на третину міцніші, проте не знають монет і облоги.
'Ассирійці на 40 % далі за стандартне значення стріляють і мають швидших на 30 % селян, однак не знають кольчуг.
'Шумери мають здоровіших селян, ефективніші ферми і облогові машини;
Греція: Греки мають на 30 % швидші війська, але не можуть мати монотеїзм і оголошувати священну війну;
Мінойці за дешево будуть кораблі, володіють на чверть продуктивнішими фермами, а їхні лучники можуть далі стріляти;
Фінікійці за меншу ціну наймають бойових слонів та володіють сильною облоговою зброєю й триремами, їм невідомі металургія та облога.
Вавилон: Вавилоняни мають міцніші стіни, швидше добувають камінь та відновлюють сили жерців, однак не знають металургії та залізних обладунків; 
Хетти володіють міцними облоговими машинами, сильними стрільцями й далекобійними кораблями;
Перси мають переваги у полюванні, але штрафи в фермерстві, їхні слони швидші, а триреми забійніші.
- Азія: Китайці на третину дешевше наймають селян, а їхні оборонні стіни вдвічі міцніші, але не знають металургії та облоги;
- Японці можуть дешевше наймати розвідників та кінноту, їхні селяни на 30 % швидші, а кораблі на 30 % міцніші, не знають облоги;
- Корейці мають здоровіші війська, далекобійніші башти, а жерці дешевші для найму, але їм невідомі залізні обладунки.

### Технології
- Кам'яна доба (англ. Stone Age). З цієї ери починається розвиток цивілізації. Не доступне жодне з досліджень, а набір споруд порівняно малий. Робітники займаються збором їжі з природних джерел та вирубкою дерева.
- Неоліт (англ. Tool Age). З'являється можливість для перших досліджень і нові споруди, зокрема ферми. Війська в цій добі можуть отримати шкіряні обладунки. Для переходу в цю еру необхідні принаймні дві споруди кам'яної доби і 500 одиниць їжі.
- Бронзова доба (англ. Bronze Age). З'являються дослідження для розвитку армії та виробництва. Цивілізація навчається обробляти метали, винаходить плуг і колесо, що збільшує отримання їжі з ферм. При винайденні письма гравець може проводити спільні дослідження із союзниками. Для переходу в цю еру необхідні дві споруди доби неоліту і 800 одиниць їжі.
- Залізна доба (англ. Iron Age). У цій ері можна досліджувати все, що доступно обраній цивілізації. Зокрема винаходяться гроші, що збільшує дохід золота, і облога, за допомогою якої можна руйнувати ворожі стіни. Для переходу в цю еру необхідно мати хоча дві споруди бронзової доби, 1000 одиниць їжі і 800 одиниць золота[1].

## Кампанії
У грі наявні 4 кампанії: «Сходження Єгипту» (англ. Ascent of Egypt), «Слава Греції» (англ. Glory of Greece), «Голоси Вавилону» (англ. Voices of Babylon) та «Імперія сонця, що сходить, Ямато» (англ. Yamato Empire of The Rising Sun). Перша кампанія про Єгипет є навчальною і містить 12 сценаріїв, більшість з яких дуже прості. Решта кампаній містять по 8 досить складних місій.

## Розробка
Age of Empires, на початках розробки відома як Dawn of Man (укр. Світанок людини), була першою відеогрою Ensemble Studios. Гру було створено Брюсом Шеллі, який разом з кількома друзями захоплювався настільними іграми і планував присвятити життя їх створенню. Отримавши відмову від кількох компаній у прийомі на роботу, він вступив до Вірджинського університету на факультет економіки, але не полишав свого захоплення. З друзями він заснував компанію Iron Crown Enterprises, яка видала кілька настільних ігор. Згодом він влаштувався в MicroProse Software, де працював разом з Сідом Меєром над грою Civilization (1991).
У 1995 році з Брюсом зв'язався його старий друг, бізнесмен Тоні Гудман, з яким вони і заснували Ensemble Studios. Брюс Шеллі вирішив створити історичну стратегію, без фантастичних елементів, щоб вона мала більше знайомих гравцям елементів. При розробці Age of Empires використовувалися знання пересічних співробітників з різних сфер. Після завершення розробки рушія Genie на Ensemble Studios звернула увагу Microsoft, побачивши в ньому значний потенціал.
Оскільки гра була стратегією в реальному часі, розробники прагнули збільшити її швидкість. Частота кадрів з початкової у 7 FPS (кадрів на секунду) піднялася до 20 FPS, а потім і 55 FPS. Було написано 100 000 рядків коду на C++, до завершення розробки — 220000 рядків. Програмісти Анджело Лоудон і Тім Дін протягом двох тижнів відділили ігрові ресурси (графіку, звуки) від рушія, створивши окремо рушій (Genie) та власне гру (Tribe). Це дозволило швидше і простіше модифікувати Age of Empires.
Графіка гри, хоч і є спрайтовою і двовимірною, засновувалася на тривимірних моделях. Початково розробники планували зробити гру повністю тривимірною, використовуючи при роботі програми 3D Studio, 3D Studio MAX та Autodesk Animator. Для рендерингу використовувалися комп'ютери 200МГц Pentium Pros зі 128МБ RAM, по два для кожного художника. Проте через схожість графіки розроблюваної гри до графіки інших ігор того часу, було ухвалене рішення перевести всі напрацювання в 2D. За допомогою Photoshop всі моделі було перероблено на спрайти, а їхній вигляд доопрацьований. Роздільна здатність з 640x480 пікселів збільшилася до 800x600, при цьому використання RAM вдалося зменшити з 32МБ до 16МБ. Зрештою критики на виставці E3 1997 назвали такий хід дуже вдалим.
Бета-тестування гри стартувало у серпні 1997 року. Виявилося, що гра має проблеми у багатокористувацькому мережевому режимі через dial-up, тоді як в офісі розробки використовувалося високошвидкісне з'єднання LAN, не викликаючи проблем. Цей недолік було вирішено пізнішне патчем.

## Оцінки і відгуки
| Агрегатор    | Оцінка |
| ------------ | ------ |
| GameRankings | 87%    |
| Metacritic   | 83     |

| Видання                  | Оцінка          |
| ------------------------ | --------------- |
| AllGame                  | [ 5 ]           |
| Computer and Video Games | 9.0             |
| GameRevolution           | B+              |
| GameSpot                 | 6.8             |
| IGN                      | 7 (Mac version) |
| PC Zone                  | 9.4             |

Age of Empires в більшості отримала схвалення критиків, зібравши сукупну оцінку у 8.3 балів з 10 на агрегаторі Metacritic,, 87 % на Game Rankings, та 85 зі 100 на MobyGames.
Game Informer в 2001 році дав грі 81-е місце в сотні найкращих ігор, коли-небудь створених. Її було названо схрещенням Warcraft з SimCity та відзначено її мультиплеєр і популярність. Game Revolution визначили гру як «схрещення Civilization II з Warcraft II: Tides of Darkness»,, тоді як GameSpot зауважили, що вона є радше «простою грою з боями, ніж розбудовою славної імперії», описавши її як «Warcraft з натяком на Civilization».

### Нагороди
Гра отримала численні нагороди, серед яких «Гра року» від Gamecenter в 1997 і «Комп'ютерна стратегія року» від AIAS в 1998.